# Meditace o první filosofii
Meditace o první filosofii je filosofický spis René Descarta z roku 1641, jedno z klasických děl novověké filosofie.

## Vydání

### Původní vydání
Za autorova života vyšly třikrát; poprvé v Paříži roku 1641 pod názvem Meditace o první filosofii, v níž se dokazuje existence Boha a nesmrtelnost duše, podruhé roku 1642 v Holandsku pod názvem Meditace o první filosofii, v níž se dokazuje existence Boha a odlišnost lidské duše od těla a v roce 1647 v třetím vydání.

### Námitky a pozdější vydání
V některém z vydání meditací byly publikovány i námitky k Meditacím o první filosofii. Kritika pocházela od Mersenna a Arnaulda. Tyto námitky byly spíše teologického charakteru. Nicméně osoby jako Hobbes a Gassendi měli markantně odlišné názory oproti Descartovým. Tedy i jejich kritika byla břitčího charakteru.

## Rozbor
K šesti meditacím je přiložen průvodní dopis Sorbonně ("nejmoudřejším a nejslovutnějším mužům svaté theologické fakulty pařížské, děkanovi a doktorům"), v němž Descartes ozřejmuje důvody, které ho vedly k sepsání díla. Tématem "Meditací" mu jsou Bůh a duše, "skutečnosti", jejichž existence by podle Descartova mínění měly být prokázána spíše filosofy nežli theology. Jinými slovy, Descartes si primárně klade za úkol podat takové důkazy o Boží existenci a nesmrtelnosti duše, které přesvědčí i nevěřící, totiž ty, kteří požadují odpovědi na základě přirozeného rozumu, nikoli víry.
V předmluvě Descartes čtenáře upozorňuje na svůj částečně autobiografický spis z roku 1637, Rozprava o metodě, ve které se otázce po Bohu a duši již věnoval. Taktéž si žádá případné námitky, na které slibuje odpovědět.

### I. Meditace - O tom, co lze uvést v pochybnost
Nejprve se Descartes staví do polohy skeptika, chce zbořit vše, co je dosud ustálené v jeho vědomí a začít tak s novými základy. Hledá cosi pevného, co by dala prvním základům jistoty a k tomu chce dojít právě přes zpochybnění všeho. Nicméně se nejedná o noetickou skepsi, jak byla tradována již v antice, ale o akademickou, neboli metodickou pochybnost.
Začíná principy, na kterých se zakládá jeho schopnost poznávat, a to jsou dle Descarta smysly.
„Cokoli jsem dosud připouštěl jako nejvíce pravdivé, jsem přijal ze smyslů nebo skrze smysly, postřehl jsem, že smysly občas klamou – a je rozvážné nikdy nedůvěřovat bezvýhradně těm, kdo nás byť jednou podvedli.“
Sice smysly poznáváme okolní věci a občas nás mohou klamat, nicméně o čem nelze pochybovat a bylo pochyceno z nich, že jsme. Začíná v souvislosti s úvahou o Bohu, jako všemocném. Bůh nestvořil člověka, aby se mýlil, byť občas. Pak by Bůh nebyl dobrý, což se vylučuje s pojmem všemohoucího boha. Přistupuje na hru o Bohu jako „zlotřilém démonu“, aby nevěřícím ukázal poznání rozumem, a přistupuje tím k metodické skepsi.
„…budu o sobě uvažovat, jako bych neměl ruce, oči, maso, krev ani žádný smysl a jako bych se přesto nepravdivě domníval, že to vše mám…“

### II. Meditace - O přirozenosti lidské mysli: o tom, že je známější než tělo
Skepsí Descartes pokračuje, aby nalezl něco jistého, nebo přinejmenším jistotu, že nic není jisté. Pokud ovšem člověk sám o sobě smýšlí či sám se o něčem přesvědčí, musí přinejmenším existovat on sám. Stanovuje úsudek:
„Já jsem, já existuji, je nutně pravdivá, kdykoliv ji pronesu nebo pojmu myslí.“
Vzniká tak velmi známý výrok Cogito ergo sum. Jako nezrušitelný vztah představ subjektu a Já-subjektu.
Descartes následně definuje, co vlastně člověk je. Jako první jej napadá „rozumový živočich“, ale tomuto vymezení se vyhýbá, neboť by musel vymezit, co znamená živočich a rozumný.
Vnímání a myšlení vztahuje k duši. Tělo vymezuje jako ohraničené nějakým tvarem, jež je vnímáno pěti známými smysly, které opět přiřazuje k funkčnosti duše. Bůh klamatel dává v pochybnost, že lze pochybovat o tom, že pojmy určitým způsobem zastupují objekty a lze pochybovat i o tom, že pojmům jako takovým odpovídá vůbec nějaký objektivní systém.
Na tomto základě definuje člověka jako myslící, neboť když existuje, nedá se myšlení odloučit.
„A co tedy jsem? Věc myslící. Co to je? Inu, věc pochybující, chápající, tvrdící, popírající, chtějící, nechtějící, něco si představující a smyslově vnímající.“
Rozhodující myšlenkou, která je základem Descartovy úvahy, je obsažena v příkladu s voskem.
Zahřejeme-li kousek vosku, mění se jeho barva, vůně mizí, mění se jeho skupenství, forma a objem. Byť se všechno změnilo, mluvíme o tomtéž vosku. Při změně všech těchto vlastností je totožné to, co není nic vnímatelného, ale cosi, co můžeme uchopit čistým rozumem.
„Nebudu správně soudit, co je vosk, nebudu-li mít za to, že připouští řadu obměn v rozlehlosti, které nikdy představivostí nepostihnu.“
Samy věci se tedy nevnímají smysly, ty jsou pouze prostředníkem a není to ani schopnost představovat si. Je to chápavost, jež nám poskytuje vhled do věcí. K tomuto prvotnímu principu je nutná zkušenost a je transcendentálně filosofickým principem. Není pak ni snazšího, když toto připustíme, že svou mysl vnímáme nejzřetelněji, je bytostně aktivním soudícím duchem.

### III. Meditace – O Bohu, o tom, že existuje
Descartes první rozvíjí úvahu, zda nějaký Bůh je a pokud ano, zda může být oním zlotřilým démonem, který může klamat. Neboť pokud tuto základní tezi nevíme, nemůžeme si být jisti žádnou jinou.
Přistupuje tedy k rozvedení idejí neboli modů, které existují ve vnějším světě, a my o nich nějak usuzujeme.
Dále jsou tu ideje vnitřní. Oba druhy idejí však musejí mít nějaký původ, všechny jsou buď získané, vrozené či vytvořené. Mezi našimi idejemi je i idea Boha a to věčného, nekonečného, vševědoucího, všemohoucího a stvořitele všech věcí. Bez existence takové bytosti bychom si podle Descarta nemohli odpovídající ideu vytvořit.
„V účinné a celkové příčině musí být přinejmenším tolik reality, kolik je v jejím účinku.“
Z ničeho nemůže vzniknout něco a stejně tak z méně dokonalého nevzniká více dokonalé. Stejně tak i v nás nemůže být idea Boha, není-li do nás vložena z příčiny, kterou působí právě Bůh. Prvotní příčina, která formálně obsahuje veškerou realitu, je v ideji jen předmětně.
Dále pokračuje k vymezení pojmu substance, na jejímž základě může definovat konečnost a nekonečnost. Substance jakožto něco existujícího samo v sobě. Kámen i člověk jsou samostatnou substancí, ale liší se rozlehlostí. Kámen je věc rozlehlou, nikoliv myslící. Oproti tomu člověk je věc myslící, ale ne rozlehlou.
Bůh je u Descarta definován jako „nanejvýš mocná substance“, která je nekonečná a stvořil vše, co existuje. Při přemýšlení o vlastním Já máme možnost poznat vlastní nedokonalosti a díky tomu i nekonečnou dokonalou bytost, na níž mé Já závisí. Bůh tedy nutně existuje.
Idea nekonečnosti má přednost před ideou konečnosti věcí. Neboť svým myšlením nemáme možnost uchopit nekonečnost, právě díky tomu, že jsme koneční. Avšak stále jsou boží dokonalosti v člověku v potenci, ačkoliv nejsou v aktu.
„Kdybych byl od sebe, pak bych přece nepochyboval, neměl bych žádná přání a vůbec nic by mi nescházelo, dal bych si totiž všechny dokonalosti, jejichž idea je ve mně a byl bych tak samotným Bohem."
Descartes označuje ideu Boha za vrozenou a je odlišená od všech základních pojmů z pozorování či z myšlení. Stejně jako je vrozená idea mě samého.
Je v nás idea dokonalosti a tak Bůh nemůže být klamatelem, neboť se této dokonalosti dotýkáme myšlením, tudíž nepodléhá žádným nedostatkům.
Těmito úsudky dokazuje aposteriorní důkaz Boží existence.

### IV. Meditace – O pravdivém a nepravdivém
Descartes chce pojmem pravdivosti dokázat i Boha. Neboť chápání, jež je založené na jasných a rozlišených idejích, nemohou být kvůli existenci Boží pravdivosti nikdy nepravdivé. Je to tudíž naše subjektivní evidence, která pozbývá objektivní platnost. Neschopnost rozeznat pravdu od omylu by opět popíralo samotného Boha. Ten přece je absolutně dokonalý a jeho pravdivost je zakořeněná už v pojmu Boha. Descartes tak definuje metafyzickou záruku pravdy.
Nepravda podle Descarta plyne z dvou spolupůsobících příčin a to schopnosti poznávat a schopnosti volit, rozhodovat se dle mé svobody. Leží tedy na chápavosti a vůli.
„Chyba není něčím reálným, co by záviselo na Bohu, nýbrž je pouhým nedostatkem, a k chybování tudíž nepotřebuji žádnou schopnost, kterou by mi za tím účelem propůjčil Bůh, ale chyby dělám, protože schopnost pravdivě soudit, již od něho mám, ve mně není nekonečná.“
Chybování však více přikládá slabé vůli. Je však důležité zdůraznit, že vůli musí předcházet dostatečné chápání věci. Pokud chápu a přesto nekonám v souladu s pravdou, mám slabou vůli a nemohu tento nedostatek přisuzovat Bohu, ale mně samému. Descartes říká, že díky tomuto nevyužívám svou svobodu dobře. Člověk se má zbavit soudů, pokud se věci nezdají průzračně jasné.

### V. Meditace – O esenci materiálních věcí; a opět o tom, že Bůh existuje
V této meditaci Descartes vyvozuje apriorní důkaz Boží existence. A priori dokazuje z pojmu Boha jakožto „nekonečně dokonalá bytost“ a existenci přiřazuje jako druh z této dokonalosti. Zdůrazněme, že tu dokonalost neznamená žádnou morální kvalitu, nýbrž že z této existence lze dělat určité analytické soudy.
Důkaz je založen na platónské hypotéze, že v jasných a rozlišitelných pojmech a pojmu Boha se vyžaduje, aby se vycházelo z „pravé a neměnné přirozenosti“.Neboť spojení Boží dokonalosti a Boží existence je výměrem přirozenosti Boha, stejně jako přirozenost trojúhelníku je, že součet jeho úhlů dává 180°.
„A pokud už jen z toho, že mohu ze svého myšlení vytáhnout ideu některé věci, vyplývá, že vše, co jasně a rozlišeně vnímám jako to, co patří této věcí, k ní doopravdy patří, nelze odtud dojít také k argumentu, jímž by se prokázala Boží existence? Jeho ideu u sebe jistě nalézám neméně než ideu jakéhokoliv tvaru či čísla. (…) Měl bych být Boží existencí jist na tom stupni jistoty, na jakém jsem si byl dosud jist matematickými pravdami.“
Jeho důkazy ovšem zakládají na existenci dokonalého jsoucna, a protože tyto důkazy závisejí na nedokazatelných předpokladech, nemohu nést přesvědčení věčně. Proto jsou spíše metafyzikou zkušeností, nežli racionální teologií.

### VI. Meditace – O existenci materiálních věcí a o reálné odlišnosti mysli od těla
Descartes v poslední meditaci o první filosofii pokládá určité základy fyziky a zároveň opět dotváří pojem Boží existence. Materiální věci mohou existovat přinejmenším v potenci, neboť existují v čisté matematice a člověk je dle Descarta vnímá jasně a rozlišeně. Důkaz rozvíjí s tím, že pokud je člověk dokáže vnímat, pak jsou možné i v aktu samotného Boha. Aby toto potvrdil, dokládá tento předpoklad na schopnosti si tyto věci představovat. A jelikož představované věci musí odněkud pocházet, musí nutně i existovat. Pro jasnost tohoto argumentu rozlišuje mezi představováním si a chápáním.
Příklad podává opět na úhelníku. Pokud máme trojúhelník, je snadné si představit jeho tvar a všechny strany a zároveň chápat geometrický tvar v rámci matematického vztahu. Oproti tomu tisíci-úhelník si nepředstavíme se všemi jeho stranami, ale pouze jej budeme chápat v rámci matematiky.
Mysl a tělo je spojeno v tom smyslu, že když si představujeme, obrací se mysl k tělu a vidí v něm něco totožného s ideou, kterou mysl chápala či vnímala smysly. Oproti tomu když mysl chápe, obrací se sama k sobě a nahlíží na některou ideu nezprostředkovaně.
Díky faktu, že si sami nevytváříme počitky, ale pouze je vnímáme, dochází Descartes k tomu, že substance, která je výhradně v myšlení, nemůže být zapříčiněna tělem, a tedy s ním nemůže být totožná.
Počitky rozlehlých věcí totiž nemohou být způsobeny něčím nerozlehlým. Proto je fyzika pouhou výpovědí o vztazích rozlehlosti a jejích změnách, nikoli o povaze samotných věcí.
„Na jedné straně mám jasnou a rozlehlou ideu sebe sama, natolik jsem pouze věcí myslící, nikoli rozlehlou, a na druhé straně rozlišenou ideu těla, natolik je pouze věcí rozlehlou, nikoli myslící. Je tedy jisté, že jsem (tj. má duše, skrze niž jsem to, co jsem) od svého těla opravdu odlišný a že mohu existovat bez něj.“
Smyslové vjemy, bolest, žízeň přikládá „smíšeným modům myšlení“, jež pramení z propletenosti mysli s tělem.
Velký rozdíl mezi tělem a myslí náleží podle Descarta na poli přirozenosti těla, které je vždy dělitelné. Oproti tomu je mysl nedělitelná. Díky ucelenosti je mysl schopna poznávat, vnímat a chápat. Dále je mysl ovlivňována pouze mozkem.